# Ангел Йоцов
Хаджи Ангел Димитров Йоцов е национал-революционер, обществен деец, юрист и парламентарист от Враца.

## Биография
Роден е през 1850 г. в заможно и видно врачанско семейство, което е едно от дарителите за построяването през 1867 г. на храма „Св. Николай“ в центъра на града.  Ангел има още трима братя Константин, Христо и Иван и сестра. 
Първоначално изучава занаята и работи като железар и майстор на печки. Отрано бива въвлечен в националосвободителното движение. Влиза в местния революционен комитет и става касиер на местната тайна революционна организация и ремонтчик на стари пушки и револвери. 
На 28 октомври (9 ноември) 1877 г. два руски полка под командването на генералите Н. Леонов и Вл. Клод влизат във Враца и още същата вечер събират местните първенци, за да бъде формирано „Привременно гражданско управление“. За негов председател събранието избира Иванчо Николаев, а задълженията на полицейски началник биват възложени на Ангел Йоцов. По по-късно той става съдия в Окръжния съд, мирови съдия и адвокат, народен представител, виден общественик. 
Ангел Йоцов се жени за Йонка, от чийто брак през 1875 г. се ражда син – бъдещият проф. Димитър Йоцов – виден за времето си историк, дипломат и политик. Известен е с ценните си исторически трудове върху българската история в периода на Възраждането и Освобождението, отпечатвани на френски, немски, италиански, английски, холандски и др. езици, с което значително допринася за популяризирането на българската национална история и кауза сред европейската общественост. 
При майстор хаджи Ангел Йоцов е чиракувал и учил занаят Мито Орозов, един от първите фабриканти на свободна България, от чиято личност и организаторски способности е бил възхитен дори самият Алеко Константинов, посетил града през 1897 г.
Малко известен обаче остава фактът, че Ангел Йоцов е може би получателят на последното писмо, написано от ръката на поета и войвода Христо Ботев, след като вече е стъпил с четата си на българския бряг:
„Благополучно преминахме Дунава, от Козлодуй до Баница малки сражения, в бърдата голям бой, имахме 6 убити и няколко ранени, днес почивка…“ 